# Halfbrick Studios
Halfbrick Studios – australijski producent gier komputerowych z siedzibą w Brisbane. Do 2008 roku firma pracowała głównie nad grami licencjonowanymi. Firma jest najbardziej znana z Fruit Ninja (2010) i Jetpack Joyride (2011) oraz Dan the Man (2015). Tworzą gry na Windows, Xbox, PlayStation, Windows Phone, Android i iOS.
Poza siedzibą główną w Brisbane Halfbrick Studios ma również biura w Sydney, Adelajdzie, Hiszpanii, Bułgarii i Los Angeles. W marcu 2012 roku Halfbrick Studios nabyło firmę Onan Games za nieujawnioną cenę.

## Gry komputerowe
| Rok  | Tytuł                                          |
| ---- | ---------------------------------------------- |
| 2002 | Rocket Power: Beach Bandits                    |
| 2003 | Fuzz & Rocket (cancelled)                      |
| 2004 | Ty the Tasmanian Tiger 2: Bush Rescue          |
| 2005 | Ty the Tasmanian Tiger 3: Night of the Quinkan |
| 2006 | Barnyard                                       |
| 2006 | Avatar: The Last Airbender                     |
| 2006 | Nicktoons: Battle for Volcano Island           |
| 2007 | Heatseeker                                     |
| 2007 | Avatar: The Last Airbender – The Burning Earth |
| 2007 | The Legend of Spyro: The Eternal Night         |
| 2008 | Hellboy: The Science of Evil                   |
| 2008 | Avatar: The Last Airbender – Into the Inferno  |
| 2009 | Star Wars: The Clone Wars – Republic Heroes    |
| 2009 | Marvel Super Hero Squad                        |
| 2009 | Halfbrick Blast Off                            |
| 2009 | Halfbrick Echoes                               |
| 2009 | Halfbrick Rocket Racing / Aero Racing          |
| 2010 | Age of Zombies                                 |
| 2010 | Fruit Ninja                                    |
| 2010 | Sunset Studio: Behind the Scenes!              |
| 2010 | The Last Airbender                             |
| 2010 | Monster Dash                                   |
| 2010 | Raskulls                                       |
| 2011 | de Blob 2                                      |
| 2011 | Fruit Ninja FX                                 |
| 2011 | Fruit Ninja Kinect                             |
| 2011 | Fruit Ninja Frenzy                             |
| 2011 | Age of Zombies                                 |
| 2011 | Monster Dash                                   |
| 2011 | Jetpack Joyride                                |
| 2011 | Fruit Ninja: Puss In Boots                     |
| 2011 | Steambirds: Survival                           |
| 2011 | Age of Zombies Anniversary                     |
| 2012 | Jetpack Joyride                                |
| 2013 | Fish out of Water                              |
| 2013 | Fruit Ninja Skittles                           |
| 2013 | Band Stars                                     |
| 2013 | Colossatron: Massive World Threat              |
| 2014 | Bears vs. Art                                  |
| 2014 | Birzzle Fever                                  |
| 2014 | Yes Chef                                       |
| 2014 | Radical Rappelling                             |
| 2014 | Top Farm                                       |
| 2015 | Fruit Ninja Kinect 2                           |
| 2015 | Fruit Ninja Academy: Math Master               |
| 2016 | Fruit Ninja VR                                 |
| 2016 | Star Skater                                    |
| 2016 | Dan The Man                                    |
| 2019 | Magic Brick Wars                               |
| 2020 | Battle Racing Stars                            |
| 2020 | Wobble Drop                                    |
| 2020 | Fruit Ninja 2                                  |
| 2021 | Jetpack Joyride 2                              |
| 2021 | Fruit Ninja VR 2                               |